# LIVE at 日本武道館 〜2235 ZERO GENERATION 完結編〜
『LIVE at 日本武道館 〜2235 ZERO GENERATION 完結編〜』（ライブ・アット・にほんぶどうかん 2235 ゼロ・ジェネレーション かんけつへん）は、1989年5月21日に発売されたFENCE OF DEFENSEのライブ映像作品。
本項では、2009年11月20日に通信販売限定で発売されたDVD『2235 ZERO GENERATION [完結編]』に関しても記述する。

## メンバー
- 北島健二：ギター
- 西村麻聡：ベース、シンセサイザー、ヴォーカル
- 山田亘：ドラム、パーカッション

## 解説
1989年3月15日に日本武道館で行われたライブツアー『2235 ZERO GENERATION TOUR』の最終公演『2235 ZERO GENERATION 完結編』の模様が収録されている。
この公演ではアンコールも披露されたが、本作には未収録である。また本作が発売された後、6月1日から7月4日にかけて札幌市民会館を皮切りにライブツアー『2235 ZERO GENERATION TOUR 完結編』が行われたが、このライブの模様は映像化されていない。
このライブで演奏された「NAKED EYES」(本作には未収録)と「STAY OR GO」の2曲は、後に改めてレコーディングが行われ、前者は同年10月8日に4thアルバム『FENCE OF DEFENSE IV RED ON LEAD』の収録曲として、後者は同年12月21日に7thシングル「MAGRITTE DANCE」のカップリング曲として、それぞれ初めて商品化された。
本作は後の2009年11月20日に本編映像に加え、メンバー監修による特典映像、メンバーによる副音声を新たに収録した上で20年越しにDVD化され、通信販売限定商品として発売された。

## 収録曲
全編曲:FENCE OF DEFENSE
1. DARKNESS REMAINS THE SAME
  1. I) 2235
    - 作曲:西村麻聡

  2. II) DARKNESS REMAINS THE SAME
    - 作曲:西村麻聡

  3. III) THE DANGEROUS OPERA BEGINS
    - 作詞:CHRIS MOSDELL 作曲:西村麻聡
2. DATA No.6
  - 作詞:K.INOJO 作曲:西村麻聡
3. LAND OF THE LIAR
  - 作詞:FENCE OF DEFENSE 作曲:西村麻聡
4. BACK TO THE EDGE
  1. I) BACK TO THE EDGE
  2. +作詞:柳川英巳 作曲:西村麻聡
  3. II) MIDNIGHT FLOWER
  4. +作詞:柳川英巳 作曲:西村麻聡
  5. III) PLASTIC AGE
  6. +作詞:柳川英巳 作曲:西村麻聡
5. SARA
  1. I) SARA
    - 作詞:FENCE OF DEFENSE 作曲:西村麻聡

  2. II)  AFTER THE FRENZY ～bass solo～
    - 作曲:西村麻聡
6. STAY OR GO
  - 作詞:FENCE OF DEFENSE 作曲:西村麻聡
7. AGAIN
  - 作詞:FENCE OF DEFENSE 作曲:西村麻聡
8. FLOATING TIME
  - 作曲:西村麻聡
9. IN MYSELF
  1. IN MYSELF
    - 作詞:柳川英巳 作曲:西村麻聡

  2. INNER VISION ～drum solo～
作曲:山田亘
  3. FREAKS
    - 作詞:K.INOJO 作曲:西村麻聡

  4. BURN
    - 作詞:FENCE OF DEFENSE 作曲:西村麻聡

  5. HONEY MONEY
    - 作詞:K.INOJO 作曲:西村麻聡

  6. NIGHTLESS GIRL
    - 作詞:柳川英巳 作曲:西村麻聡

  7. FATHIA
    - 作詞:FENCE OF DEFENSE 作曲:西村麻聡
10. THIS WORLD
  1. I) GEO
    - 作曲:西村麻聡

  2. II) THIS WORLD
    - 作詞:FENCE OF DEFENSE 作曲:西村麻聡

  3. III) THE LOST DANCE
    - 作詞:CHRIS MOSDELL 作曲:西村麻聡

### Bonus Track (DVDのみ)
1. THE DANGEROUS OPERA BEGINS RMX 2009 (Special Program)
  - 作詞:CHRIS MOSDELL 作曲:西村麻聡